# Joonas Donskoi
Joonas Donskoi (* 13. dubna 1992 Raahe) je bývalý finský hokejový útočník, naposledy hrající v klubuSeattle Kraken v NHL. Byl draftován v roce 2010 ve čtvrtém kole jako celkově 99. týmem Florida Panthers.

## Klubová kariéra
Do sezóny 2014-15 nastupoval ve Finsku (v týmu Kärpät Oulu), od sezóny 2015-16 do sezóny 2018-19 nastupoval za San Jose Sharks, Od sezóny 2019-2020 nastupoval za Colorado Avalanche. Po dvouletém působení u Lavin se jeho novým hokejovým působištěm stal ligový nováček Seattle Kraken, kde si v sezóně 2021/22 připsal 22 bodů v 75 zápasech. V předsezónní přípravě si však přivodil otřes mozku, již sedmý v jeho kariéře. V NHL ročníku 2022/23 proto nenastoupil ze zdravotních důvodů k žádnému utkání. V srpnu 2023 se rozhodl definitivně ukončit sportovní kariéru.

## Reprezentační kariéra
Zúčastnil se Mistrovství světa juniorů 2011 v USA a Mistrovství světa juniorů 2012 v Kanadě.
Reprezentoval Finsko na Mistrovství světa 2015 v České republice, kde Finové vypadli ve čtvrtfinále proti domácímu týmu po porážce 3:5.

## Klubové statistiky
| Sezóna        | Klub               | Soutěž        |     | Základní část | Základní část | Základní část | Základní část | Základní část |    | Play off | Play off | Play off | Play off | Play off |
| Sezóna        | Klub               | Soutěž        | Z   | G             | A             | B             | TM            | Z             | G  | A        | B        | TM       |          |          |
| 2009–10       | Oulun Kärpät       | SM-l          | 18  | 2             | 2             | 4             | 4             | —             | —  | —        | —        | —        |          |          |
| 2010–11       | Oulun Kärpät       | SM-l          | 52  | 16            | 11            | 27            | 10            | 3             | 1  | 0        | 1        | 0        |          |          |
| 2011–12       | Oulun Kärpät       | SM-l          | 52  | 8             | 17            | 25            | 12            | 6             | 3  | 3        | 6        | 0        |          |          |
| 2012–13       | Oulun Kärpät       | SM-l          | 31  | 4             | 10            | 14            | 8             | 3             | 0  | 1        | 1        | 2        |          |          |
| 2013–14       | Oulun Kärpät       | SM-I          | 60  | 11            | 26            | 37            | 10            | 16            | 4  | 2        | 6        | 4        |          |          |
| 2014–15       | Oulun Kärpät       | SM-I          | 58  | 19            | 30            | 49            | 10            | 19            | 6  | 16       | 22       | 6        |          |          |
| 2015–16       | San Jose Sharks    | NHL           | 76  | 11            | 25            | 36            | 20            | 24            | 6  | 6        | 12       | 4        |          |          |
| 2016–17       | San Jose Sharks    | NHL           | 61  | 6             | 11            | 17            | 10            | 5             | 0  | 2        | 2        | 0        |          |          |
| 2017–18       | San Jose Sharks    | NHL           | 66  | 14            | 18            | 32            | 26            | 9             | 2  | 2        | 4        | 0        |          |          |
| 2018–19       | San Jose Sharks    | NHL           | 80  | 14            | 23            | 37            | 10            | 12            | 1  | 2        | 3        | 4        |          |          |
| 2019–20       | Colorado Avalanche | NHL           | 65  | 16            | 17            | 33            | 26            | 9             | 3  | 3        | 6        | 2        |          |          |
| 2020–21       | Colorado Avalanche | NHL           | 51  | 17            | 14            | 31            | 10            | 10            | 3  | 2        | 5        | 0        |          |          |
| 2021–22       | Seattle Kraken     | NHL           | 75  | 2             | 20            | 22            | 14            | —             | —  | —        | —        | —        |          |          |
| 2022–23       | Seattle Kraken     | NHL           | 0   | 0             | 0             | 0             | 0             | —             | —  | —        | —        | —        |          |          |
| Liiga celkově | Liiga celkově      | Liiga celkově | 351 | 74            | 119           | 193           | 64            | 47            | 14 | 22       | 36       | 12       |          |          |
| NHL celkově   | NHL celkově        | NHL celkově   | 474 | 80            | 128           | 208           | 116           | 69            | 15 | 17       | 32       | 10       |          |          |